# Terrence Howard
Pour les articles homonymes, voir Howard.
Terrence Howard est un acteur, chanteur et producteur américain, né le 11 mars 1969 à Chicago (Illinois).
Dans les années 1990, il commence sa carrière par divers rôles secondaires au cinéma : Génération sacrifiée (1995), Professeur Holland (1995), Johns (1996), Double Frappe (1997), Un coup d'enfer (1999), Le Mariage de l'année (1999) et Big Mama (2000) et à la télévision avec notamment la série inédite en France, Sparks (en) (1996-1998).
Ce sont finalement les films Collision (2004), Hustle and Flow (2005), Quatre Frères (2005) et Réussir ou mourir (2005) qui le révèlent auprès du grand public dans les années 2000. Il est alors nommé pour l'Oscar du meilleur acteur et le Golden Globe du meilleur acteur dans un film dramatique. Dès lors, l'acteur va poursuivre cette percée et mener une carrière prolifique sur grand écran : The Hunting Party (2007), À vif (2007), August Rush (2007), Awake (2007), Iron Man (2008), Fighting (2009), etc.
La décennie suivante, il s'installe sur le petit écran grâce au succès de la série musicale, Empire (2015-2020) qui lui vaut de remporter le BET Awards et l'Image Awards du meilleur acteur dans une série télévisée dramatique. Parallèlement, il poursuit sa carrière au cinéma, alternant premiers rôles et rôles secondaires : Red Tails (2012), Sous surveillance (2012), Dead Man Down (2013), Le Majordome (2013), Prisoners (2013), Le Mariage de l'année, 10 ans après (2013), Sabotage (2014), Lullaby (2014), St. Vincent (2014), En cavale (2016).

## Biographie
Natif de Chicago, il grandit à Cleveland, il est le fils d'Anita Jeanine Williams (née Hawkins) et de Tyrone Howard. À l'âge de trois ans, il assiste à une violente bagarre et voit son père poignarder un homme. La légitime défense est retenue, Tyrone Howard purgera une peine de onze mois pour homicide involontaire.
Terrence Howard trouve sa vocation d'artiste en passant beaucoup de temps avec sa grand-mère, la comédienne de théâtre Minnie Gentry. Dans un premier temps, il poursuit cependant des études dans le domaine de la science et de la chimie en étant inscrit à l'Institut Pratt à Brooklyn.
Il est finalement découvert par un directeur de casting dans les rues de New York.

### Carrière

#### Débuts, seconds rôles et révélation

En 2005.

À quinze ans, il apparaît pour la première fois à la télévision dans la célèbre série Cosby Show, puis rapidement dans des séries policières comme New York Police Blues ou New York District (1990), et dans de nombreux téléfilms notamment dans King Of The World dans lequel il interprète le jeune Cassius Clay, ou encore dans The Jackson Five : An American Dream.
Terrence Howard joue pour la première fois au cinéma dans Who's the man? de Ted Demme en 1993, mais il ne s'attaque véritablement au grand écran que deux ans plus tard en jouant dans Professeur Holland (1995) avec Richard Dreyfuss.
Entre 1996 et 1998, il commence à se faire connaître, auprès d'un plus large public, par la sitcom Sparks (en), du réseau United Paramount Network.
Il enchaîne alors des films aussi divers que Dead Presidents (1995) avec Chris Tucker, Big Mamma (2000) face à Martin Lawrence, Glitter (2001) aux côtés de Mariah Carey, Angel Eyes (2001) avec Jennifer Lopez, Mission Évasion (Hart's War, 2001) avec Bruce Willis ou encore Biker Boyz (2003) avec Laurence Fishburne.
C'est en 2000 qu'il reçoit ses premières récompenses et citations lors de cérémonies de remises de prix, grâce à sa participation à la comédie afro-américaine Le Mariage de l'année.
En 2002, il apparaît dans le clip vidéo Foolish de la chanteuse Ashanti. Trois ans plus tard, il renouvelle cette expérience aux côtés de Mary J. Blige pour le titre Be Without You.

En 2004, il est remarqué pour sa prestation dans le drame Collision de Paul Haggis, avec Sandra Bullock et Don Cheadle, qui reçoit le prix du Meilleur ensemble d'acteurs aux Screen Actors Guild Awards 2006. Il rencontre à cette période sa femme Zeina, avec qui il a deux enfants.

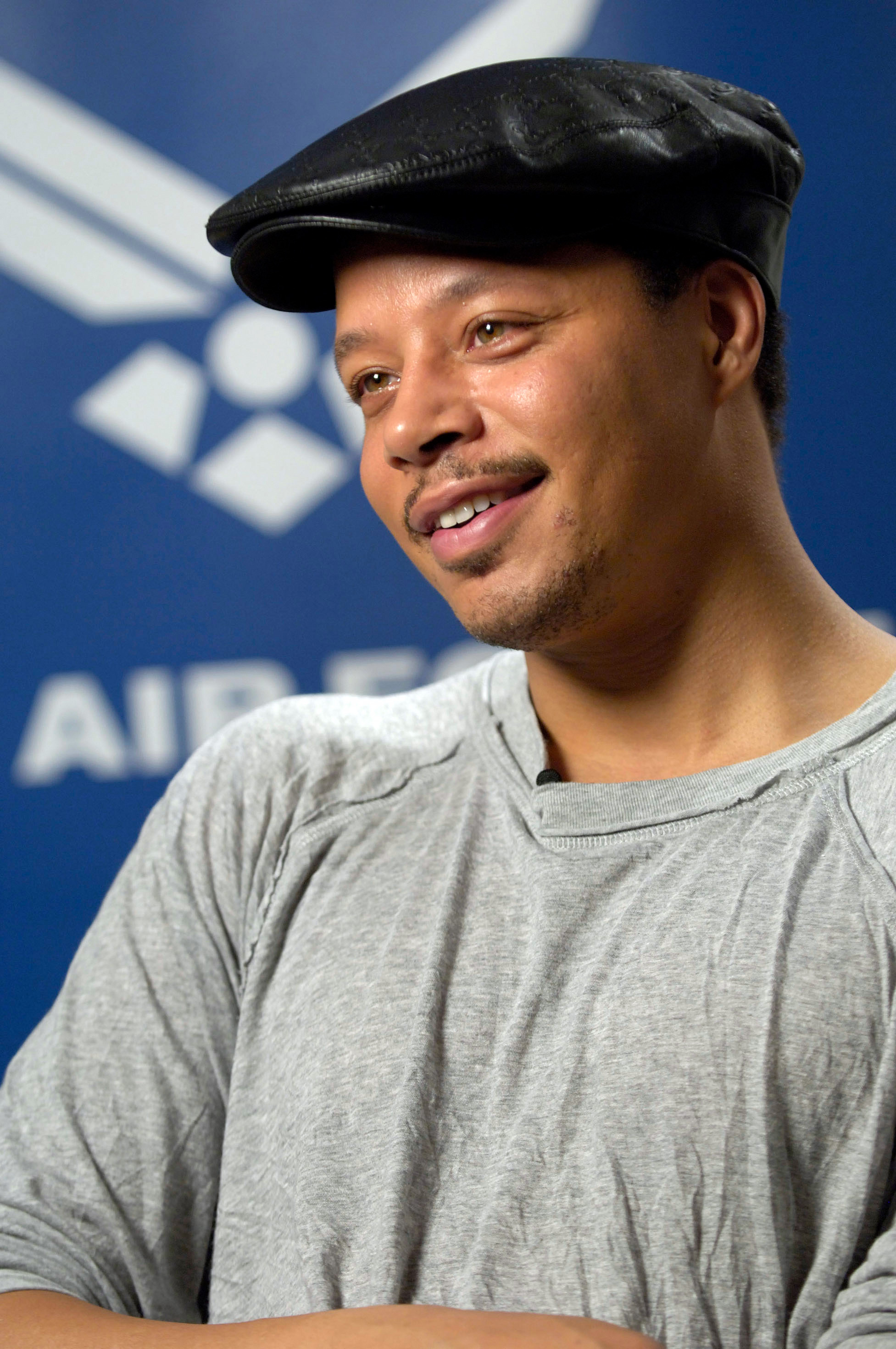
Howard, lors de la visite d'une base aérienne, en mai 2007, afin de préparer son rôle pour Iron Man.

Musicien et parolier reconnu, Terrence Howard est également cité aux Screen Actors Guild Awards pour sa participation au biopic Ray en 2005, puis à l'Oscar du meilleur acteur en 2006 pour son rôle remarqué dans le drame Hustle and Flow de Craig Brewer. La même année, il partage l'affiche du téléfilm Une femme noire (en) avec Halle Berry, et côtoie Mark Wahlberg dans Quatre frères avant de se retrouver aux côtés du rappeur 50 Cent dans Réussir ou mourir.
En 2006, il est membre du jury lors du festival du film de Sundance. La même année, il est pressenti pour incarner Curtis Taylor Jr. dans la comédie musicale Dreamgirls mais le rôle est finalement attribué à Jamie Foxx.
En 2008, il fait partie du casting d'Iron Man de Jon Favreau, interprétant le rôle du Colonel Rhodes. Il n'apparaîtra pourtant pas dans la suite, Don Cheadle héritant du rôle. La même année, il joue dans la pièce Cat on a Hot Tin Roof de Tennessee Williams avec Anika Noni Rose, Phylicia Rashād et James Earl Jones, adaptée pour Broadway.

#### Empireet renommée

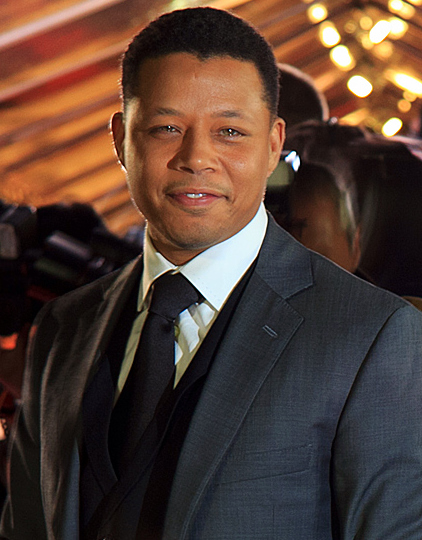
Au Festival international du film de Toronto 2011.

Il est ensuite à l'affiche de productions globalement méconnues en France comme Fighting de Dito Montiel (2009), il incarne Nelson Mandela dans l'indépendant Winnie (2012), il joue aussi dans le film de Matthew Chapman, Au bord du gouffre (2011), le film de guerre Red Tails (2012) dont il partage l'affiche aux côtés de Cuba Gooding Jr..
Cette décennie est aussi marquée par un retour progressif vers le petit écran lorsqu'il est à l'affiche de l'éphémère série policière, Los Angeles, police judiciaire. Créé par Dick Wolf, il s'agit d'un spin-off de New York, police judiciaire en 22 épisodes.
En 2013, il est à l'affiche de productions attendues. Il interprète Howard, dans le film historique acclamé de Lee Daniels, Le Majordome. Il est aussi un redoutable mafieux dans le film d'action Dead Man Down et il tourne pour Robert Redford dans le thriller Sous surveillance. En revanche, il se joint, également, à la prestigieuse distribution du film à sketchs, My Movie Project, très mal reçu par la critique et qui, à la suite d'un bouche à oreille négatif, est un flop au box office.
Entre-temps, il renoue avec le succès lorsqu'il retrouve Taye Diggs, Sanaa Lathan, Nia Long, Morris Chestnut et Regina Hall avec le film afro-américain de Malcolm D. Lee, Le Mariage de l'année, 10 ans après, suite du film Le Mariage de l'année, sorti en 1999.
En 2014, il seconde Arnold Schwarzenegger dans Sabotage. Il est aussi un second rôle de la comédie dramatique St. Vincent portée par Bill Murray, Melissa McCarthy et Naomi Watts et il donne la réplique à Amy Adams et Garrett Hedlund dans le drame Lullaby. 

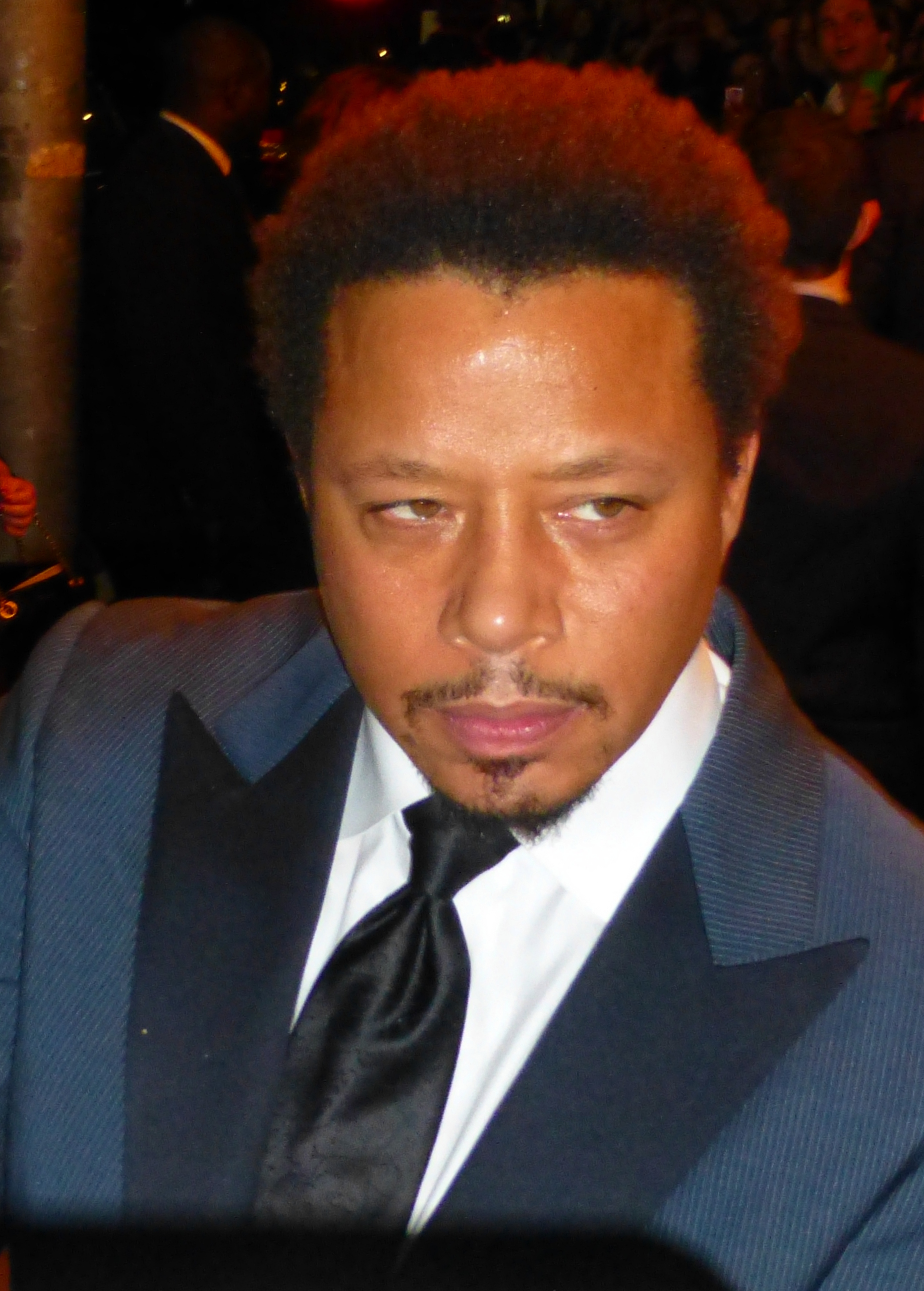
Lors de l'avant-première de Prisoners, au Festival international du film de Toronto 2013.

En 2015, il apparaît avec Madonna dans son clip Ghosttown. Mais cette année-là est surtout marquée par son retour sur le petit écran. D'abord il participe à quelques épisodes de la série de science-fiction Wayward Pines avant de décrocher un rôle au premier plan qui va l'installer, à nouveau, à la télévision.
En effet, il mène la série télévisée Empire. Il s'agit d'un drame musical, qui raconte l'histoire d'une famille dans le milieu de l'industrie du hip hop. Terrence incarne Lucious Lyon, face à son ancienne coéquipiere de Hustle & Flow, Taraji P. Henson. La série fait ses débuts à l'antenne, en 2015, elle reçoit une pluie de critiques positives et le succès commercial est important. La série est numéro un sur les 18-49 ans, cible très prisée des diffuseurs , elle est regardée par près de 75 % des femmes afro américaines. La musique est produite par le rappeur, chanteur et producteur à succès Timbaland et de nombreuses guest viennent renforcer les rangs de son casting et ainsi accroître sa visibilité.
En 2016, il rejoint la large distribution du film d'action de Peter Billingsley, En cavale, aux côtés de Vince Vaughn, Hailee Steinfeld, Jon Favreau, Bill Paxton et Jonathan Banks.
En 2019, la FOX annonce le renouvellement d'Empire pour une sixième et dernière saison, malgré de très bonnes audiences, la série étant le second programme le plus regardé du réseau. Cette année-là, l'acteur décroche sa propre étoile sur le célèbre Walk of Fame (Hollywood).
Le 16 Aout 2024, il prend part au thriller Crescent City, face à Alec Baldwin.

### Vie privée
Entre 1989 et 2003, il a été marié à son amour de jeunesse Lori McCommas. Ensemble ils ont trois enfants : deux filles Aubrey (née en 1993) et Heaven (née en 1997) et un garçon, Hunter (né en 1995).
Il a été marié ensuite brièvement à Michelle Ghent entre 2010 et 2011. Leur séparation fera d'ailleurs les beaux jours de la presse people.
En 2013, il épouse en troisièmes noces Mira Pak. Le couple a deux garçons : Qirin Love (né en mai 2015) et Hero (né durant l'été 2016).
Par sa grande fille Aubrey, l'acteur a 2 petits-enfants : Hazel, née le 26 décembre 2012 & Adrian, né début février 2015.
C'est un ami de Morris Chestnut et de Jamie Foxx . 

## Filmographie

### Cinéma
- 1993 : Who's the Man? de Ted Demme : un client
- 1995 : Lotto Land de John Rubino : Warren
- 1995 : Génération sacrifiée (Dead Presidents) d'Albert et Allen Hughes : Cowboy
- 1995 : Professeur Holland (M.. Holland's Opus) de Stephen Herek : Louis Russ
- 1996 : L'Équipe du collège (Sunset Park) de Steve Gomer : Spaceman
- 1996 : Johns de Scott Silver : Jimmy the Warlock
- 1997 : Double Frappe (Double Tap) de Greg Yaitanes : Ulysses
- 1998 : Spark (en) de Garret Williams : Byron
- 1998 : The Players Club de Ice Cube : K.C.
- 1998 : Butter de Peter Gathings Bunche : Dexter Banks
- 1999 : Valerie Flake de John Putch : Hitchhiker
- 1999 : Un coup d'enfer (Best Laid Plans) de Mike Barker : Jimmy
- 1999 : Le Mariage de l'année (The Best Man) de Malcolm D. Lee : Quentin
- 2000 : Big Mamma (Big Momma's House) de Raja Gosnell : Lester Vesco
- 2000 : Love Beat the Hell Outta Me de Kennedy Goldsby : Chris (également producteur exécutif)
- 2001 : Angel Eyes de Luis Mandoki : Robby
- 2001 : Investigating Sex de Alan Rudolph : Lorenz
- 2001 : Glitter de Vondie Curtis-Hall : Timothy Walker
- 2002 : Mission Évasion (Hart's War) de Gregory Hoblit : Lt. Lincoln A. Scott
- 2003 : Biker Boyz de Reggie Rock Bythewood : Chu Chu
- 2003 : Love Chronicles de Tyler Maddox : T-Roy
- 2004 : Collision (Crash) de Paul Haggis : Cameron
- 2004 : Ray de Taylor Hackford : Gossie McKee
- 2005 : The Salon de Mark Brown : Patrick
- 2005 : Hustle and Flow de Craig Brewer : Djay
- 2005 : Quatre Frères (Four Brothers) de John Singleton : lt. Green
- 2005 : Animal de David J. Burke : Darius Allen (vidéofilm)
- 2005 : Réussir ou mourir (Get Rich or Die Tryin') de Jim Sheridan : Bama
- 2006 : Idlewild Gangsters Club (Idlewild) de Bryan Barber : Trumpy
- 2007 : Respect (Pride) de Sunu Gonera : Jim Ellis (également producteur exécutif)
- 2007 : The Hunting Party de Richard Shepard : Duck
- 2007 : A Vif (The Brave One) de Neil Jordan : Detective Mercer
- 2007 : August Rush de Kirsten Sheridan : Richard Jeffries
- 2007 : Awake de Joby Harold : docteur Jack Harper
- 2007 : The Perfect Holiday de Lance Rivera : Bah Humbug
- 2008 : Iron Man de Jon Favreau : col. James Rhodes
- 2009 : Fighting de Dito Montiel : Harvey Boarden
- 2009 : La Princesse et la Grenouille de Ron Clements et John Musker : James (voix originale)
- 2011 : Little Murder de Predrag Antonijević : Drag Hammerman
- 2011 : Au bord du gouffre (The Ledge) de Matthew Chapman : Hollis Lucetti (également coproducteur exécutif)
- 2011 : Winnie de Darrell Roodt : Nelson Mandela
- 2012 : L'Escadron Red Tails (Red Tails) de Anthony Hemingway : col. A.J. Bullard
- 2012 : Sur la route de Walter Salles : Walter
- 2012 : Sous surveillance (The Company You Keep) de Robert Redford : Agent spécial du FBI Cornelius
- 2013 : My Movie Project (Movie 43) de Peter Farrelly : le coach Jackson
- 2013 : Dead Man Down de Niels Arden Oplev : Alphonse Hoyt
- 2013 : Le Majordome (The Butler) de Lee Daniels : Howard
- 2013 : Prisoners de Denis Villeneuve : Franklin Birch
- 2013 : Le Mariage de l'année, 10 ans après (The Best Man Holiday) de Malcolm D. Lee : Quentin
- 2013 : House of Bodies de Alex Merkin : Starks
- 2014 : Sabotage de David Ayer : Sugar
- 2014 : Lullaby d'Andrew Levitas : Docteur Crier
- 2014 : St. Vincent de Theodore Melfi : Zucko
- 2016 : En cavale de Peter Billingsley : Braydon
- 2016 : Cardboard Boxer de Knate Gwaltney : Pope
- 2019 : Gully de Nabil Elderkin : Mr. Christmas
- 2020 : Cut Throat City de RZA : The Saint
- 2024 : Shirley de John Ridley : Arthur Hardwick Jr.

### Télévision

#### Téléfilms
- 1992 : The Jacksons: An American Dream (The Jacksons: An American Dream) de Karen Arthur : Jackie Jackson
- 1995 : The O.J. Simpson Story de Jerrold Freedman : Young A.C
- 1995 : Shadow-Ops de Craig R. Baxley : Rio
- 2000 : King of the World de John Sacret Young : Cassius Clay
- 2001 : Boycott de Clark Johnson : Ralph Abernathy
- 2005 : Lackawanna Blues de George C. Wolfe : Bill Crosby
- 2005 : Une femme noire (en) de Darnell Martin : Amos Hicks
- 2018 : Terrence Howard's Fight Club de Anthony Gonzales : lui-même (également producteur exécutif, scénariste et créateur)

#### Séries télévisées
- 1992 : La Force du destin : Justin (3 épisodes)
- 1993 : Tall Hopes : Chester Harris, à 16 ans (6 épisodes)
- 1994 : Living Single : Brendan King (saison 1, épisode 17)
- 1994 : Coach : Johnny Williams (saison 6, épisode 19)
- 1994 : La Vie de famille : John (saison 5, épisode 20)
- 1994 : Getting By : Herbert (saison 2, épisode 19)
- 1994 : Un drôle de shérif : Malik (2 épisodes)
- 1995 : New York Undercover : Buster (saison 2, épisode 6)
- 1996 - 1998 : Sparks : Greg Sparks (40 épisodes)
- 1998 : Flora et les siens : Lincolin (mini-série, 2 épisodes)
- 1998 - 1999 : New York Police Blues : AJ (saison 5, épisode 20) / Lonnie (saison 6, épisode 12)
- 2002 - 2003 : Soul Food : Les Liens du sang : Benny Jones (2 épisodes)
- 2002 : Fastlane : Alton White (saison 1, épisode 4)
- 2003 : Street Time (it) : Lucius Mosley (13 épisodes)
- 2010 : 1, rue Sésame : Elmo Slide Dancer (saison 41, épisode 1)
- 2010 - 2011 : Los Angeles, police judiciaire : le substitut du procureur Jonah « Joe » Dekker (16 épisodes)
- 2011 : New York, unité spéciale : le substitut du procureur Jonah « Joe » Dekker (saison 12, épisode 21)
- 2012 : Hawaii 5-0 : Billy (saison 3, épisode 6)
- 2015 - 2020 : Empire : Lucious Lyon
- 2015 - 2016 : Wayward Pines : le shérif Pope (saison 1, épisodes 1, 2, 3 et 6 et saison 2, épisode 1)
- 2016 : Hada Madrina : Genio / Genie (16 épisodes)
- 2017 : Electric Dreams : George (saison 1, épisode 5)

### Clip vidéos
- 2002 : Foolish de Ashanti
- 2005 : Be Without You de Mary J. Blige
- 2015 : Ghosttown de Madonna

## Distinctions

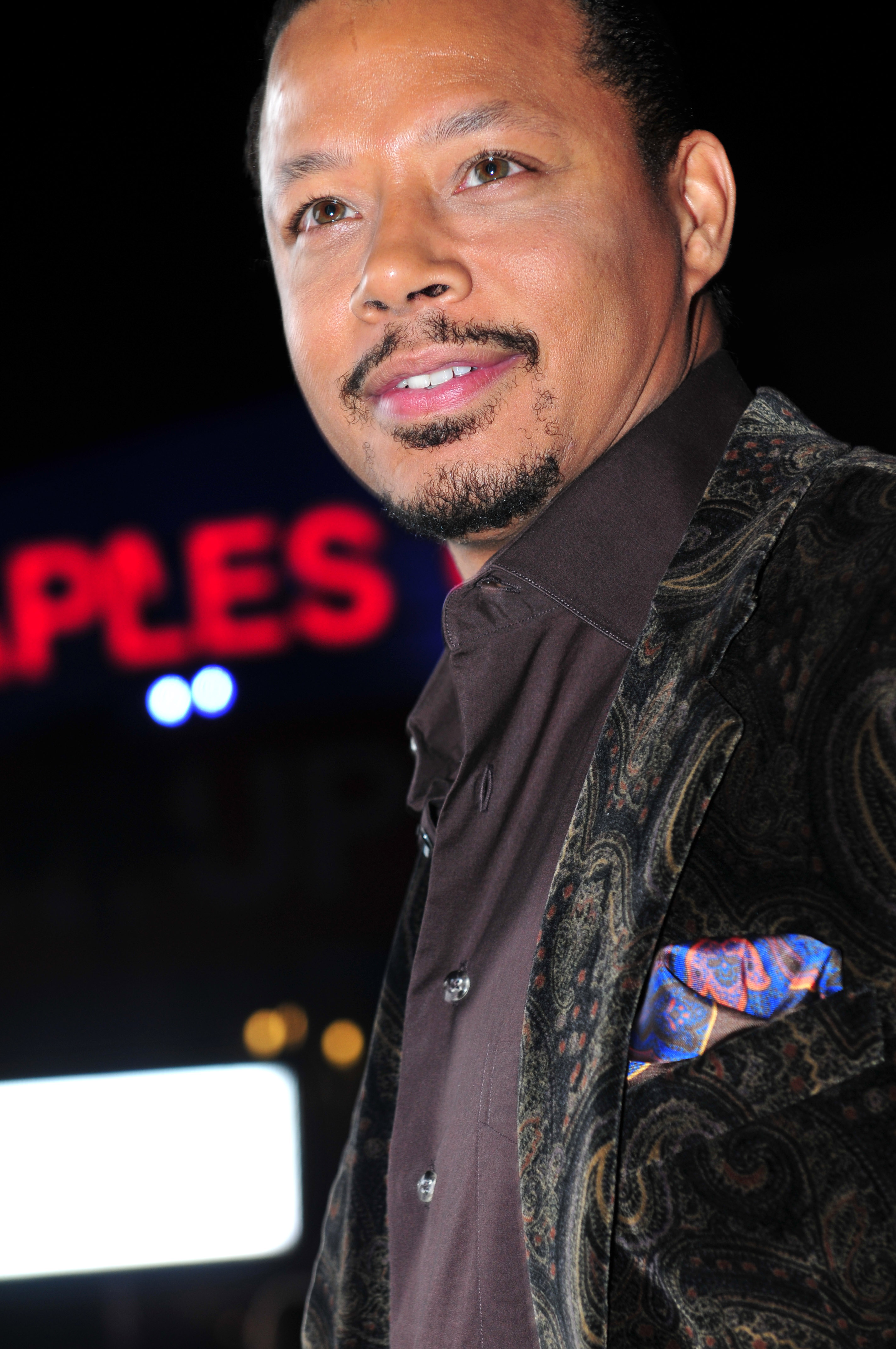
Lors de la 38e cérémonie des People's Choice Awards, en 2012.

Note : Cette section récapitule les principales récompenses et nominations obtenues par Terrence Howard. Pour une liste plus complète, se référer au site IMDb.
- Depuis le 24 septembre 2019, l'acteur possède son étoile sur le célèbre Walk of Fame[15].

### Récompenses
- NAACP Image Awards 2000 : meilleur acteur dans un second rôle pour The Best Man
- Black Reel Awards 2002 : meilleur acteur dans un second rôle pour Boycott
- African-American Film Critics Association 2005 : meilleur acteur pour Hustle & Flow
- Black Movie Awards 2005 : meilleur acteur pour Hustle & Flow
- Florida Film Critics Circle Awards 2005 : meilleur acteur pour Hustle & Flow et Collision
- Festival du film de Hollywood 2005 : meilleure distribution de l'année pour Collision
- Los Angeles Film Critics Association Awards 2005 : New Generation Award pour Hustle & Flow
- National Board of Review 2005 : révélation masculine pour Collision, Hustle & Flow et Réussir ou mourir
- New York Film Critics Circle 2005 : meilleure révélation pour Collision, Hustle & Flow, Réussir ou mourir et Quatre frères
- Phoenix Film Critics Society Awards 2005 : meilleure révélation pour Hustle & Flow
- Satellite Awards 2005 : meilleur acteur pour Hustle & Flow
- Washington DC Area Film Critics Association Awards 2005 : meilleure révélation pour Hustle & Flow
- Austin Film Critics Association 2006 : Révélation de l'année pour Collision, Quatre frères, Réussir ou mourir, Hustle & Flow, Lackwanna Blues et Their Eyes Watching God
- BET Awards 2006 :
  - meilleur acteur pour Lackwanna Blues
  - meilleur acteur pour Collision
  - meilleur acteur pour Hustle & Flow
  - meilleur acteur pour Quatre frères
  - meilleur acteur pour Réussir ou mourir
- Black Reel Awards 2006 :
  - meilleur acteur dans un second rôle pour Collision
  - meilleur acteur pour Hustle & Flow
- Critics' Choice Movie Awards 2006 :
  - meilleure distribution pour Collision
  - meilleure chanson pour Hustle & Flow
- Festival international du film de Palm Springs 2006 : Rising Star Award
- NAACP Image Awards 2006 :
  - meilleur acteur dans un second rôle pour Collision
  - meilleur acteur dans une mini-série ou un téléfilm pour Lackawanna Blues
- Screen Actors Guild Awards 2006 : meilleure distribution pour Collision
- Vancouver Film Critics Circle 2006 : meilleur acteur dans un second rôle pour Collision
- NAACP Image Awards 2011 : meilleur acteur dans un second rôle dans une série télévisée dramatique pour Los Angeles, police judiciaire
- National Board of Review 2013 : meilleure distribution pour Prisoners
- Acapulco Black Film Festival 2014 :
  - meilleure distribution pour Le Mariage de l'année, 10 ans après
  - meilleur acteur dans un second rôle pour Le Mariage de l'année, 10 ans après
- BET Awards 2015 :
  - meilleur acteur pour Empire
  - meilleur acteur pour Lullaby
  - meilleur acteur pour St. Vincent
  - meilleur acteur pour Sabotage
- NAACP Image Awards 2016 : meilleur acteur dans une série télévisée dramatique pour Empire

### Nominations
- Black Reel Awards 2000 : meilleur acteur dans un second rôle pour The Best Man
- Chicago Film Critics Association 2000 : meilleure révélation masculine pour The Best Man
- Film Independent's Spirit Awards 2000 : meilleur acteur dans un second rôle pour The Best Man
- NAACP Image Awards 2002 : meilleur acteur dans une mini-série ou un téléfilm pour Boycott
- Black Movie Awards 2005 : meilleur acteur dans un second rôle pour Collision
- Gotham Independent Film Awards 2005 : meilleure révélation masculine pour Hustle & Flow
- New York Film Critics Circle 2005 :
  - meilleur acteur dans un second rôle pour Collision, Quatre frères et Réussir ou mourir
  - meilleur acteur pour Hustle & Flow
- Screen Actors Guild Awards 2005 : meilleure distribution pour Ray
- Washington DC Area Film Critics Association Awards 2005 :
  - meilleur acteur pour Hustle & Flow
  - meilleur acteur dans un second rôle pour Collision
- Black Reel Awards 2006 : meilleur acteur de télévision dans un second rôle pour Lackwanna Blues
- Critics' Choice Movie Awards 2006 :
  - meilleur acteur dans un second rôle pour Collision
  - meilleur acteur pour Hustle & Flow
- Central Ohio Film Critics Association Awards 2006 : acteur de l'année pour Collision, Hustle & Flow et Quatre frères
- Chicago Film Critics Association 2006 :
  - meilleur acteur dans un second rôle pour Collision
  - meilleur acteur pour Hustle & Flow
- Film Independent's Spirit Awards 2006 : meilleur acteur pour Hustle & Flow
- Golden Globes 2006 : meilleur acteur dans un film dramatique pour Hustle & Flow
- MTV Movie & TV Awards 2006 : meilleure performance pour Hustle & Flow
- NAACP Image Awards 2006 : meilleur acteur pour Hustle & Flow
- Oscars 2006 : meilleur acteur pour Hustle & Flow
- Screen Actors Guild Awards 2006 : meilleure distribution pour Hustle & Flow
- Vancouver Film Critics Circle 2006 : meilleur acteur pour Hustle & Flow
- BET Awards 2008 :
  - meilleur acteur pour A vif
  - meilleur acteur pour The Perfect Holiday
- Black Reel Awards 2008 : meilleur acteur dans un second rôle pour Iron Man
- NAACP Image Awards 2008 : meilleur acteur pour Pride
- Acapulco Black Film Festival 2014 : meilleure distribution pour Le majordome
- NAACP Image Awards 2014 :
  - meilleur acteur dans un second rôle pour Le majordome
  - meilleur acteur dans un second rôle pour Le mariage de l'année, 10 ans après
- Screen Actors Guild Awards 2014 : meilleure distribution pour Le majordome
- Seoul International Drama Awards 2015 : meilleur acteur pour Empire
- Teen Choice Awards 2015 :
  - meilleur acteur dans une série télévisée dramatique pour Empire
  - meilleur méchant dans une série télévisée pour Empire
- Teen Choice Awards 2016 : meilleur acteur dans une série télévisée dramatique pour Empire
- MTV Movie & TV Awards 2017 : meilleur baiser pour Empire, nomination partagée avec Taraji P. Henson
- NAACP Image Awards 2017 : meilleur acteur dans une série télévisée dramatique pour Empire
- People's Choice Awards 2017 : acteur de série télévisée dramatique préféré
- NAACP Image Awards 2018 : meilleur acteur dans une série télévisée dramatique pour Empire

## Voix francophones
En France, Serge Faliu est la voix régulière de Terrence Howard. Lucien Jean-Baptiste et Daniel Njo Lobé l'ont également doublé respectivement à neuf et quatre reprises.
Au Québec, il est principalement doublé par Gilbert Lachance.